# 2017–2018-as női EHF-bajnokok ligája
A 2017–2018-as női EHF-bajnokok ligája az európai női kézilabda-klubcsapatok legrangosabb tornájának 25. kiírása. A címvédő a Győri Audi ETO KC csapata. Magyarországról két csapat kvalifikálta magát, a  bajnoki címvédő Győri Audi ETO KC és az ezüstérmes FTC-Rail Cargo Hungaria is selejtező nélkül, automatikusan főtáblára került.
A legjobb négy csapat az elmúlt négy szezonban alkalmazott Final Four keretében döntötte el a bajnoki cím sorsát 2018. május 12-13-án Budapesten, a Papp László Sportarénában.
A sorozat történetében az idei Final Fourban alkalmazzák először a 2017-es világbajnokságon már kipróbált időkérési formát, amikor az edzők a zsűriasztalon lévő piros gomb megnyomásával kérhetnek időt. A gomb közvetlen összeköttetésben van a hivatalos időmérő rendszerrel, használatával a korábbi vitás esetek megelőzhetők. A döntőben az előző évi fináléhoz hasonlóan a Győr és a macedón ŽRK Vardar mérkőzött meg. 20–20-as rendes játékidőben elért eredmény után hosszabbításban 27–26-ra nyert a negyedik címét szerző Győri Audi ETO, amely a Final Four 2013-as bevezetése óta első csapatként védte meg címét.

## Csapatok
14 csapat jutott közvetlenül a csoportkörbe. Nyolc csapat indult a selejtezőkben, amelyet két négycsapatos csoportra osztottak, és a két csoportgyőztes juthat a főtáblára.
| Csoportkör            | Csoportkör              | Csoportkör          | Csoportkör              |
| --------------------- | ----------------------- | ------------------- | ----------------------- |
| Midtjylland           | Nykøbing Falster HK     | Metz Handball       | Brest Bretagne Handball |
| SG BBM Bietigheim     | FTC-Rail Cargo Hungaria | Győri Audi ETO KCCV | Vardar                  |
| Budućnost             | Larvik HK               | GTPR Gdynia         | CSM București           |
| Rosztov-Don           | Krim                    |                     |                         |
| Selejtező torna       |                         |                     |                         |
| Hypo Niederösterreich | HC Gomel                | Podravka Koprivnica | Thüringer HC            |
| Vipers Kristiansand   | CB Atlético Guardés     | H 65 Höör           | Kastamonu Bld. GSK      |

## Selejtezők
A selejtezőben induló nyolc csapatot két négyes csoportra bontották. A kupa rendszerben lebonyolított selejtezőcsoportok győztesei jutottak be a Bajnokok ligája csoportkörébe. A mérkőzéseket 2017 szeptemberében játszották.

### 1-es selejtezőcsoport
|  |                     |                     |                     |                     |    |                     |                     |       |
|  | Elődöntők           | Elődöntők           | Elődöntők           |                     |    | Döntő               | Döntő               | Döntő |
|  | Elődöntők           | Elődöntők           | Elődöntők           |                     |    | Döntő               | Döntő               | Döntő |
|  | szeptember 9.       |                     |                     |                     |    |                     |                     |       |
|  |                     |                     |                     |                     |    |                     |                     |       |
|  | Vipers Kristiansand | Vipers Kristiansand | 43                  |                     |    |                     |                     |       |
|  | Vipers Kristiansand | Vipers Kristiansand | 43                  | szeptember 10.      |    |                     |                     |       |
|  | HC Gomel            | HC Gomel            | 19                  |                     |    |                     |                     |       |
|  | HC Gomel            | HC Gomel            | 19                  |                     |    | Vipers Kristiansand | Vipers Kristiansand | 42    |
|  | szeptember 9.       |                     |                     |                     |    | Vipers Kristiansand | Vipers Kristiansand | 42    |
|  |                     |                     | Podravka Koprivnica | Podravka Koprivnica | 14 |                     |                     |       |
|  | Podravka Koprivnica | Podravka Koprivnica | Podravka Koprivnica | Podravka Koprivnica | 14 | 21                  |                     |       |
|  | Podravka Koprivnica | Podravka Koprivnica |                     |                     |    |                     |                     |       |
|  | Kastamonu Bld. GSK  | Kastamonu Bld. GSK  | 17                  |                     |    |                     |                     |       |
|  | Kastamonu Bld. GSK  | Kastamonu Bld. GSK  | 17                  | Bronzmérkőzés       |    |                     |                     |       |
|  |                     |                     |                     |                     |    |                     |                     |       |
|  | szeptember 10.      |                     |                     |                     |    |                     |                     |       |
|  |                     |                     |                     |                     |    |                     |                     |       |
|  | HC Gomel            | HC Gomel            | 29                  |                     |    |                     |                     |       |
|  | HC Gomel            | HC Gomel            | 29                  |                     |    |                     |                     |       |
|  | Kastamonu Bld. GSK  | Kastamonu Bld. GSK  | 38                  |                     |    |                     |                     |       |
|  | Kastamonu Bld. GSK  | Kastamonu Bld. GSK  | 38                  |                     |    |                     |                     |       |

## 2-es selejtezőcsoport
|  |                       |                       |           |                |    |              |              |       |
|  | Elődöntők             | Elődöntők             | Elődöntők |                |    | Döntő        | Döntő        | Döntő |
|  | Elődöntők             | Elődöntők             | Elődöntők |                |    | Döntő        | Döntő        | Döntő |
|  | szeptember 9.         |                       |           |                |    |              |              |       |
|  |                       |                       |           |                |    |              |              |       |
|  | Thüringer HC          | Thüringer HC          | 31        |                |    |              |              |       |
|  | Thüringer HC          | Thüringer HC          | 31        | szeptember 10. |    |              |              |       |
|  | CB Atlético Guardés   | CB Atlético Guardés   | 21        |                |    |              |              |       |
|  | CB Atlético Guardés   | CB Atlético Guardés   | 21        |                |    | Thüringer HC | Thüringer HC | 33    |
|  | szeptember 9.         |                       |           |                |    | Thüringer HC | Thüringer HC | 33    |
|  |                       |                       | H 65 Höör | H 65 Höör      | 24 |              |              |       |
|  | H 65 Höör             | H 65 Höör             | H 65 Höör | H 65 Höör      | 24 | 32           |              |       |
|  | H 65 Höör             | H 65 Höör             |           |                |    |              |              |       |
|  | Hypo Niederösterreich | Hypo Niederösterreich | 19        |                |    |              |              |       |
|  | Hypo Niederösterreich | Hypo Niederösterreich | 19        | Bronzmérkőzés  |    |              |              |       |
|  |                       |                       |           |                |    |              |              |       |
|  | szeptember 10.        |                       |           |                |    |              |              |       |
|  |                       |                       |           |                |    |              |              |       |
|  | CB Atlético Guardés   | CB Atlético Guardés   | 27        |                |    |              |              |       |
|  | CB Atlético Guardés   | CB Atlético Guardés   | 27        |                |    |              |              |       |
|  | Hypo Niederösterreich | Hypo Niederösterreich | 29        |                |    |              |              |       |
|  | Hypo Niederösterreich | Hypo Niederösterreich | 29        |                |    |              |              |       |

## Csoportkör
A csoportkörben a 16 részt vevő csapatot négy darab négycsapatos csoportra osztották. A csoporton belül a csapatok oda-vissza vágós rendszerű körmérkőzést játszottak egymással. A csoportok első három helyezettjei jutottak a középdöntőbe, ahová az egymás ellen elért eredményeiket továbbvitték.

### A csoport
| #  | Csapat              | M | Gy | D | V | G+  | G–  | Gk  | P  |
| -- | ------------------- | - | -- | - | - | --- | --- | --- | -- |
| 1. | CSM București       | 6 | 5  | 0 | 1 | 192 | 144 | +48 | 10 |
| 2. | Nykøbing Falster HK | 6 | 4  | 0 | 2 | 168 | 163 | +5  | 8  |
| 3. | Krim                | 6 | 3  | 0 | 3 | 159 | 158 | +1  | 6  |
| 4. | GTPR Gdynia         | 6 | 0  | 0 | 6 | 135 | 189 | –54 | 0  |

| CSM   | NFH   | KRI   | GDY   |
| ----- | ----- | ----- | ----- |
|       | 39–26 | 30–18 | 34–22 |
| 25–22 |       | 28–26 | 27–21 |
| 30–33 | 27–26 |       | 29–22 |
| 23–34 | 28–36 | 19–29 |       |

### B csoport
| #  | Csapat            | M | Gy | D | V | G+  | G–  | Gk  | P  |
| -- | ----------------- | - | -- | - | - | --- | --- | --- | -- |
| 1. | Győri Audi ETO KC | 6 | 5  | 0 | 1 | 153 | 126 | +27 | 10 |
| 2. | Rosztov-Don       | 6 | 4  | 0 | 2 | 149 | 138 | +11 | 8  |
| 3. | FC Midtjylland    | 6 | 3  | 0 | 3 | 134 | 147 | –13 | 6  |
| 4. | Brest Bretagne    | 6 | 0  | 0 | 6 | 132 | 157 | –25 | 0  |

| ETO   | ROS   | FCM   | BRE   |
| ----- | ----- | ----- | ----- |
|       | 25–23 | 27–16 | 26–17 |
| 23–22 |       | 27–20 | 26–24 |
| 24–27 | 24–21 |       | 27–23 |
| 23–26 | 23–29 | 22–23 |       |

### C csoport
| #  | Csapat                  | M | Gy | D | V | G+  | G–  | Gk  | P  |
| -- | ----------------------- | - | -- | - | - | --- | --- | --- | -- |
| 1. | Vardar                  | 6 | 6  | 0 | 0 | 182 | 147 | +35 | 12 |
| 2. | FTC-Rail Cargo Hungaria | 6 | 4  | 0 | 2 | 183 | 167 | +16 | 8  |
| 3. | Thüringer HC            | 6 | 1  | 0 | 5 | 145 | 167 | –22 | 2  |
| 4. | Larvik HK               | 6 | 1  | 0 | 5 | 152 | 181 | –29 | 2  |

| VAR   | FTC   | THC   | LAR   |
| ----- | ----- | ----- | ----- |
|       | 34–31 | 29–21 | 30–27 |
| 28–29 |       | 28–25 | 37–33 |
| 21–29 | 25–29 |       | 22–25 |
| 19–31 | 21–30 | 27–31 |       |

### D csoport
| #  | Csapat              | M | Gy | D | V | G+  | G–  | Gk  | P  |
| -- | ------------------- | - | -- | - | - | --- | --- | --- | -- |
| 1. | Metz Handball       | 6 | 5  | 0 | 1 | 157 | 137 | +20 | 10 |
| 2. | Budućnost Podgorica | 6 | 3  | 0 | 3 | 144 | 148 | –4  | 6  |
| 3. | SG BBM Bietigheim   | 6 | 3  | 0 | 3 | 152 | 158 | –6  | 6  |
| 4. | Vipers Kristiansand | 6 | 1  | 0 | 5 | 144 | 154 | –10 | 2  |

| MET   | BUD   | BIE   | VIP   |
| ----- | ----- | ----- | ----- |
|       | 27–23 | 27–21 | 30–22 |
| 23–18 |       | 32–24 | 26–23 |
| 26–30 | 27–21 |       | 25–24 |
| 22–25 | 29–19 | 24–29 |       |

## Középdöntő
A csoportkörből továbbjutó csapatokat a középdöntőben két csoportba sorolták. Az A és B csoportból az 1-es középdöntőcsoportba, a C és D csoportból pedig a 2-es középdöntőcsoportba kerültek a csapatok. A középdöntőcsoportokon belül oda-vissza vágós rendszerű körmérkőzést játszottak a csapatok, de az azonos csoportból érkezők nem játszottak újból egymással, nekik a csoportmérkőzések eredményei számítanak a tabellába. A csoportok első négy helyén végző csapatai jutottak tovább a negyeddöntőbe.

### 1-es középdöntőcsoport
| #  | Csapat              | M  | Gy | D | V | G+  | G–  | Gk  | P  |
| -- | ------------------- | -- | -- | - | - | --- | --- | --- | -- |
| 1. | Győri Audi ETO KC   | 10 | 8  | 0 | 2 | 281 | 231 | +50 | 16 |
| 2. | Rosztov-Don         | 10 | 7  | 1 | 2 | 266 | 232 | +34 | 15 |
| 3. | CSM București       | 10 | 6  | 1 | 3 | 282 | 246 | +36 | 13 |
| 4. | FC Midtjylland      | 10 | 2  | 2 | 6 | 226 | 251 | –25 | 6  |
| 5. | Nykøbing Falster HK | 10 | 2  | 1 | 7 | 240 | 284 | –44 | 5  |
| 6. | Krim                | 10 | 2  | 1 | 7 | 243 | 294 | –51 | 5  |

| ETO   | ROS   | CSM   | FCM   | NFH   | KRI   |
| ----- | ----- | ----- | ----- | ----- | ----- |
|       | 25–23 | 28–24 | 27–16 | 32–23 | 34–25 |
| 23–22 |       | 25–24 | 27–20 | 32–22 | 29–22 |
| 28–22 | 22–22 |       | 29–24 | 39–26 | 30–18 |
| 24–27 | 24–21 | 26–31 |       | 24–20 | 24–24 |
| 24–32 | 25–29 | 25–22 | 21–21 |       | 28–26 |
| 21–32 | 26–35 | 30–33 | 24–23 | 27–26 |       |

### 2-es középdöntőcsoport
| #  | Csapat                  | M  | Gy | D | V | G+  | G–  | Gk  | P  |
| -- | ----------------------- | -- | -- | - | - | --- | --- | --- | -- |
| 1. | Vardar                  | 10 | 9  | 0 | 1 | 301 | 245 | +56 | 18 |
| 2. | Metz Handball           | 10 | 7  | 0 | 3 | 269 | 256 | +13 | 14 |
| 3. | FTC-Rail Cargo Hungaria | 10 | 6  | 0 | 4 | 282 | 265 | +17 | 12 |
| 4. | Budućnost Podgorica     | 10 | 4  | 0 | 6 | 251 | 260 | –9  | 8  |
| 5. | Thüringer HC            | 10 | 2  | 0 | 8 | 257 | 282 | –25 | 4  |
| 6. | SG BBM Bietigheim       | 10 | 2  | 0 | 8 | 242 | 294 | –52 | 4  |

| VAR   | MET   | FTC   | BUD   | THC   | BIE   |
| ----- | ----- | ----- | ----- | ----- | ----- |
|       | 29–23 | 34–31 | 31–24 | 29–21 | 30–22 |
| 24–22 |       | 27–25 | 27–23 | 35–29 | 27–21 |
| 28–29 | 29–27 |       | 34–26 | 28–25 | 31–22 |
| 25–30 | 23–18 | 23–24 |       | 29–21 | 32–24 |
| 21–29 | 29–31 | 25–29 | 24–25 |       | 28–26 |
| 26–38 | 26–30 | 27–23 | 27–21 | 21–34 |       |

## Egyenes kieséses szakasz

### Negyeddöntők
A negyeddöntőkben a középdöntőcsoportok első helyezettjei a másik csoport negyedik helyén továbbjutó csapatával, míg a második helyezettek a másik csoport harmadikjával találkoznak. Egy oda-vissza vágó után dől el a Final Fourba jutás.
| 1. csapat               | Össz. | 2. csapat         | 1. mérk. | 2. mérk. |
| ----------------------- | ----- | ----------------- | -------- | -------- |
| Budućnost Podgorica     | 48–56 | Győri Audi ETO KC | 20–26    | 28–30    |
| FTC-Rail Cargo Hungaria | 51–63 | Rosztov-Don       | 29–31    | 22–32    |
| CSM București           | 54–48 | Metz Handball     | 34–21    | 20–27    |
| FC Midtjylland          | 48–56 | Vardar            | 23–24    | 25–32    |

### Final Four
A női kézilabda Bajnokok Ligája történelmében ötödször döntött a végső győztesről a Final Four. A mérkőzéseket 2018. május 12-13-án rendezték Budapesten a Papp László Sportarénában.
A Vardar az egyetlen csapat, amely az eddigi összes Final Fourba kvalifikálni tudta magát, a Rosztov-Don története során először jutott be a legjobb négy közé.
|  |                   |                   |           |               |    |                   |                   |       |
|  | Elődöntők         | Elődöntők         | Elődöntők |               |    | Döntő             | Döntő             | Döntő |
|  | Elődöntők         | Elődöntők         | Elődöntők |               |    | Döntő             | Döntő             | Döntő |
|  | május 12.         |                   |           |               |    |                   |                   |       |
|  |                   |                   |           |               |    |                   |                   |       |
|  | CSM București     | CSM București     | 20        |               |    |                   |                   |       |
|  | CSM București     | CSM București     | 20        | május 13.     |    |                   |                   |       |
|  | Győri Audi ETO KC | Győri Audi ETO KC | 26        |               |    |                   |                   |       |
|  | Győri Audi ETO KC | Győri Audi ETO KC | 26        |               |    | Győri Audi ETO KC | Győri Audi ETO KC | 27    |
|  | május 12.         |                   |           |               |    | Győri Audi ETO KC | Győri Audi ETO KC | 27    |
|  |                   |                   | Vardar    | Vardar        | 26 |                   |                   |       |
|  | Rosztov-Don       | Rosztov-Don       | Vardar    | Vardar        | 26 | 19                |                   |       |
|  | Rosztov-Don       | Rosztov-Don       |           |               |    |                   |                   |       |
|  | Vardar            | Vardar            | 25        |               |    |                   |                   |       |
|  | Vardar            | Vardar            | 25        | Bronzmérkőzés |    |                   |                   |       |
|  |                   |                   |           |               |    |                   |                   |       |
|  | május 13.         |                   |           |               |    |                   |                   |       |
|  |                   |                   |           |               |    |                   |                   |       |
|  | CSM București     | CSM București     | 31        |               |    |                   |                   |       |
|  | CSM București     | CSM București     | 31        |               |    |                   |                   |       |
|  | Rosztov-Don       | Rosztov-Don       | 30        |               |    |                   |                   |       |
|  | Rosztov-Don       | Rosztov-Don       | 30        |               |    |                   |                   |       |

#### Elődöntők
| 2018. május 12. 15:15 | CSM București | 20–26       | Győri Audi ETO KC | Papp László Budapest Sportaréna, Budapest Nézőszám: 12000 Játékvezetők: Jurinović, Mrvica (CRO) |
| 2018. május 12. 15:15 | Neagu 6       | (10–12)     | Groot 7           | Papp László Budapest Sportaréna, Budapest Nézőszám: 12000 Játékvezetők: Jurinović, Mrvica (CRO) |
| 2018. május 12. 15:15 | 2× 2×         | Jegyzőkönyv | 3× 4×             | Papp László Budapest Sportaréna, Budapest Nézőszám: 12000 Játékvezetők: Jurinović, Mrvica (CRO) |

| 2018. május 12. 18:00 | Rosztov-Don | 19–25       | Vardar           | Papp László Budapest Sportaréna, Budapest Nézőszám: 12000 Játékvezetők: Florescu, Stoia (ROU) |
| 2018. május 12. 18:00 | Iljina 5    | (7–10)      | Lekić, Penezić 7 | Papp László Budapest Sportaréna, Budapest Nézőszám: 12000 Játékvezetők: Florescu, Stoia (ROU) |
| 2018. május 12. 18:00 | 1× 4×       | Jegyzőkönyv | 4× 3×            | Papp László Budapest Sportaréna, Budapest Nézőszám: 12000 Játékvezetők: Florescu, Stoia (ROU) |

#### Bronzmérkőzés
| 2018. május 13. 15:15 | CSM București | 31–30       | Rosztov-Don             | Papp László Budapest Sportaréna, Budapest Nézőszám: 12000 Játékvezetők: Mitrović, Kažanegra (MNE) |
| 2018. május 13. 15:15 | Jørgensen 7   | (19–14)     | Borscsenko, Szudakova 5 | Papp László Budapest Sportaréna, Budapest Nézőszám: 12000 Játékvezetők: Mitrović, Kažanegra (MNE) |
| 2018. május 13. 15:15 | 4× 3×         | Jegyzőkönyv | 2×                      | Papp László Budapest Sportaréna, Budapest Nézőszám: 12000 Játékvezetők: Mitrović, Kažanegra (MNE) |

#### Döntő
| 2018. május 13. 18:00 | Győri Audi ETO KC | 27–26 (h. u.) | Vardar  | Papp László Budapest Sportaréna, Budapest Nézőszám: 12000 Játékvezetők: Bonaventura, Bonaventura (FRA) |
| 2018. május 13. 18:00 | Groot 9           | (9–9, 20–20)  | Lekić 6 | Papp László Budapest Sportaréna, Budapest Nézőszám: 12000 Játékvezetők: Bonaventura, Bonaventura (FRA) |
| 2018. május 13. 18:00 | 6× 3×             | Jegyzőkönyv   | 4× 2×   | Papp László Budapest Sportaréna, Budapest Nézőszám: 12000 Játékvezetők: Bonaventura, Bonaventura (FRA) |

## Statisztikák

### Góllövőlista
| #   | Játékos              | Csapat                  | Gól |
| --- | -------------------- | ----------------------- | --- |
| 1.  | Cristina Neagu       | CSM București           | 110 |
| 2.  | Iveta Luzumová       | Thüringer HC            | 105 |
| 3.  | Andrea Penezić       | Vardar                  | 92  |
| 3.  | Veronica Kristiansen | FC Midtjylland          | 91  |
| 5.  | Johanna Westberg     | Nykøbing Falster HK     | 76  |
| 6.  | Ana Gros             | Metz Handball           | 74  |
| 7.  | Milena Raičević      | Budućnost Podgorica     | 72  |
| 8.  | Görbicz Anita        | Győri Audi ETO KC       | 70  |
| 9.  | Andrea Lekić         | Vardar                  | 69  |
| 10. | Nerea Pena           | FTC-Rail Cargo Hungaria | 66  |
| 10. | Anna Vjahireva       | Rosztov-Don             | 66  |
| 10. | Isabelle Gulldén     | CSM București           | 66  |

### All-star csapat
A szezon All-star csapatát a Final Four előtt, 2018. május 11-én hirdették ki. A csapatot a szurkolók és újságírók szavazatai alapján állították össze.
| Kapus      | Kari Aalvik Grimsbø  | Győri Audi ETO KC |
| Balszélső  | Siraba Dembélé       | Rosztov-Don       |
| Balátlövő  | Cristina Neagu       | CSM București     |
| Irányító   | Veronica Kristiansen | FC Midtjylland    |
| Beállós    | Dragana Cvijić       | Vardar            |
| Jobbátlövő | Ana Gros             | Metz Handball     |
| Jobbszélső | Julija Manaharova    | Rosztov-Don       |

### További díjak
- Legjobb edző:  Ambros Martín (Győri Audi ETO KC)
- Legjobb fiatal játékos:  Tjaša Stanko (RK Krim)
- Legjobb védőjátékos:  Tomori Zsuzsanna (Győri Audi ETO KC)

## Külső hivatkozások
- Hivatalos oldal